# Kirkland (Illinois)
Kirkland é uma vila localizada no estado americano de Illinois, no Condado de DeKalb.

## Demografia
Segundo o censo americano de 2000, a sua população era de 1166 habitantes.
Em 2006, foi estimada uma população de 1655, um aumento de 489 (41.9%).

## Geografia
De acordo com o United States Census Bureau tem uma área de
2,9 km², dos quais 2,9 km² cobertos por terra e 0,0 km² cobertos por água. Kirkland localiza-se a aproximadamente 242 m acima do nível do mar.

## Localidades na vizinhança
O diagrama seguinte representa as localidades num raio de 20 km ao redor de Kirkland.